# Pendilhe
Pendilhe é uma povoação portuguesa sede da Freguesia de Pendilhe do Município de Vila Nova de Paiva, freguesia com 24,21 km² de área e 493 habitantes (censo de 2021), tendo, por isso, uma densidade populacional de 20,4 hab./km².
A Freguesia de Pendilhe está situada nas terras do “Alto Paiva”, sendo constituída pelas povoações de Pendilhe, Algodres de Baixo, Algodres de Cima, Prefadeira e Escaleira. É banhada pelas águas do rio Mau, afluente do rio Paiva, e do rio da Pedrinha, afluente do primeiro. Está inserida na Região de Turismo “Dão Lafões”. Distancia-se cerca de 13 km da sede do município, sendo atravessada pela Estrada Nacional 225.
Pendilhe foi vila e sede de concelho até 1834. Este era constituído apenas pela freguesia da sede e tinha, em 1801, 496 habitantes.
A padroeira da igreja local é Nossa Senhora da Assunção tendo uma festa anual no 15 de Agosto.

## Demografia
A população registada nos censos foi:
| Ano  | 0-14 Anos | 15-24 Anos | 25-64 Anos | > 65 Anos |
| 2001 | 116       | 117        | 245        | 170       |
| 2011 | 67        | 73         | 269        | 137       |
| 2021 | 48        | 41         | 234        | 170       |

## Património
- Anta de Pendilhe (também chamada "Casa da Moira", "Orca de Pendilhe" ou "Orca da Moira")
- Igreja Matriz de Pendilhe
- Pelourinho
- Fontanário da Latada
- Fontanário do Barreiro
- Museu Rural de Pendilhe
- Cruzeiro da Restauração
- Anjo da Portugal
- Aldeia dos Canastros
- Antas do Rapadouro